# Cercopitec de nas blanc
El cercopitec de nas blanc (Cercopithecus nictitans) és una espècie de primat del gènere dels cercopitecs (Cercopithecus), dins la família dels cercopitècids.
Té el pelatge uniformement gris. Té la cara fosca. El seu nom deriva de la clapa de pèls blancs i curts que té al nas. Té una llargada corporal de 40-70 cm, amb una cua de fins a 102 cm. Pesa fins a 12 kg. Els mascles són una mica més grans que les femelles.